# Los misterios de Laura
Los misterios de Laura é uma série de televisão espanhola transmitido pelo canal La 1 de 27 de julho de 2009 a 4 de abril de 2014.

## Elenco

### Elenco principal
- María Pujalte como Laura Lebrel del Bosque
- Fernando Guillén-Cuervo como Jacobo Salgado Sexto
- Oriol Tarrasón como Martín Maresca Delfino
- César Camino como Vicente Cuevas
- Laura Pamplona como Lydia Martínez Fernández
- Beatriz Carvajal como Maribel del Bosque (2ª temporada em diante)
- Eva Santolaria como Maite Villanueva (1ª temporada)
- Elena Irureta como Victoria Conde (1ª temporada)
- Raúl del Pozo como Javier Salgado Lebrel
- Juan del Pozo como Carlos Salgado Lebrel

### Elenco secundário
- Monti Castiñeiras como Ismael Rodríguez (1ª e 2ª temporada)
- Mikel Tello como Félix García (1ª e 2ª temporada)
- Alicia González Laá como Sandra (1ª e 2ª temporada)
- Sonia Castelo como Aurora del Moral (2ª temporada)
- Cristina Peña como Verónica Lebrel del Bosque (2ª e 3ª temporada)
- Raúl Prieto como Juan Velasco (3ª temporada)
- Carmen Gutiérrez como Isabel Villanueva (3ª temporada)
- Josep Linuesa como David Guarner, "DW" (3ª temporada)

## Episódios

### Primeira temporada (2009)
| Nº   | Título                                 | Exibição original    |
| ---- | -------------------------------------- | -------------------- |
| 1x01 | "El misterio de la habitación sellada" | 28 de julho de 2009  |
| 1x02 | "El misterio del vecindario perfecto"  | 3 de agosto de 2009  |
| 1x03 | "El misterio de la coartada perfecta"  | 10 de agosto de 2009 |
| 1x04 | "El misterio de la escena del crimen"  | 17 de agosto de 2009 |
| 1x05 | "El misterio del loro azul"            | 24 de agosto de 2009 |
| 1x06 | "El misterio del cadáver anunciado"    | 31 de agosto de 2009 |

### Segunda temporada (2011)
| Nº   | Título                                            | Exibição original   |
| ---- | ------------------------------------------------- | ------------------- |
| 2x01 | "El misterio del hombre que calló para siempre"   | 25 de abril de 2011 |
| 2x02 | "El misterio del club Diógenes"                   | 2 de maio de 2011   |
| 2x03 | "El misterio del hombre que nunca existió"        | 9 de maio de 2011   |
| 2x04 | "El misterio del paciente insatisfecho"           | 16 de maio de 2011  |
| 2x05 | "El misterio del hombre que no quería morir"      | 23 de maio de 2011  |
| 2x06 | "El misterio de los ocho hombres sin piedad"      | 30 de maio de 2011  |
| 2x07 | "El misterio del testigo aullador"                | 6 de junho de 2011  |
| 2x08 | "El misterio del truco imposible"                 | 13 de junho de 2011 |
| 2x09 | "El misterio de la abadía del crimen"             | 20 de junho de 2011 |
| 2x10 | "El misterio del hombre sin pasado"               | 27 de junho de 2011 |
| 2x11 | "El misterio de la dama roja"                     | 4 de julho de 2011  |
| 2x12 | "El misterio de los diez desconocidos (1ª parte)" | 11 de julho de 2011 |
| 2x13 | "El misterio de los diez desconocidos (2ª parte)" | 18 de julho de 2011 |

### Terceira temporada (2014)
| Nº   | Título                                        | Exibição original       |
| ---- | --------------------------------------------- | ----------------------- |
| 3x01 | "El misterio de la habitación 308"            | 14 de janeiro de 2014   |
| 3x02 | "El misterio de la cápsula del tiempo"        | 21 de janeiro de 2014   |
| 3x03 | "El misterio del invitado inesperado"         | 28 de janeiro de 2014   |
| 3x04 | "El misterio de la mujer que sobraba"         | 4 de fevereiro de 2014  |
| 3x05 | "El misterio del pasajero preocupado"         | 11 de fevereiro de 2014 |
| 3x06 | "El misterio del asesino invisible"           | 18 de fevereiro de 2014 |
| 3x07 | "El misterio del crimen del siglo"            | 25 de fevereiro de 2014 |
| 3x08 | "El misterio del fantasma afligido"           | 4 de março de 2014      |
| 3x09 | "El misterio del espía que hablaba demasiado" | 11 de março de 2014     |
| 3x10 | "El misterio de los ratones atrapados"        | 18 de março de 2014     |
| 3x11 | "El misterio de las caras de la verdad"       | 25 de março de 2014     |
| 3x12 | "El misterio del número 17 (1ª parte)"        | 1 de abril de 2014      |
| 3x13 | "El misterio del número 17 (2ª parte)"        | 4 de abril de 2014      |